# Лазарос Цамис
Ла̀зарос (Ла̀зос) Ца̀мис (на гръцки: Λάζαρος (Λάζος) Τσάμης) е гъркомански търговец и революционер от влашки произход, деец на Гръцката въоръжена пропаганда в Македония от началото на XX век и участник в създаването на Автономна република Северен Епир.

## Биография

### Ранни години
Роден е през 1878 година във влашкото леринско село Писодер, тогава в Османската империя. Семейството му стопанисва обширни лозя и е едно от най-богатите в района. Брат е на Ставрос Цамис. В периода 1900 – 1902 година е успешен търговец, наследявайки магазини от баща си. Лазарос Цамис започва кореспонденция с костурския владика Германос Каравангелис и по инициатива на митрополита Лазарос се включва в гръцката въоръжена пропаганда в Македония заедно с брат си.

### Гръцка пропаганда
Лазарос Цамис информира Каравангелис за движението на четата на Васил Чекаларов, като при посещение на Чекаларов в Атина с цел закупуване на оръжие за организацията, е предаден от Цамис на гръцките власти, но успява да избяга. Чекаларов прави неуспешен опит за убийство на Цамис като гръцки агент, но Лазарос успява да избяга в Битоля, където се среща с гръцкия консул Йон Драгумис, който го убеждава да се замине за Атина. През ноември 1902 година Лазарос отива в Атина заедно с брат си, където се среща с водителите на гръцката пропаганда Павлос Мелас, Анастасиос Пихеон, Стефанос Драгумис и с издателя на вестник „Емброс“ (Напред), един от най-големите гръцки вестници като тираж, Димитриос Калапотакис.
През пролетта на 1903 година, Лазос се занимава с търговия и успоредно сътрудничи с Каравангелис като осигурява безпрепятствено влизането на андарти в македония. През юли 1903 година избухва Илинденско-Преображенското въстание. Заедно с брат си и други членове на гръцката пропаганда попречва на участието на жителите на селото във въстанието, но усилията на гърците са безплодни в ограничението на жителите от участие във въстанието в други села и градове в региона.
През март 1904 година по молба на битолския консул Димитриос Калергис Лазос се заема с осигуряване на безопасното преминаване на четата на павлос Мелас през региона. Няколко дни по-късно, гръцките офицери Александрос Кондулис, Анастасиос Папулас, Георгиос Колокотронис, Павлос Мелас, придружени от Евтимиос Каудис, Апостолос Трагас, Георгиос Диконимос, Георгиос Перос, Лаки Пирза, Коте Христов, Павел Киров, Симо Стоянов и други преминават турската граница. След като андартите пристигат в областта Кореща, турските власти са информирани, че се намират на тяхна територия и протестират пред Гърция, която обаче отрича. По-късно Лазарос осигурява безопасното завръщане на Мелас в Пирея, а след това и на останалите андарти. Цамис разбира, че турските власти го подозират в съучастие и подпомагане на андартите по време на обиколката им на Корещата и решава да отвлече вниманието на османските власти, като ги отведе в село Ощима, където по това време се намира четата на Митре Влаха. Българските революционери успяват след битка с турските части да се измъкнат, но Митре е информиран кой е предал четата му. Благодарение на тази заблуда и ангажиране на вниманието на османските власти с българската чета, андартите успяват да преминат границата, което разгневява османските власти и те провеждат серия разпити и арести. В резултат Цамис е арестуван и осъден на 6 месеца затвор в Битоля. Там той се запознава с Коте Христов, където заедно излежават присъда.
След освобождаването си Лазарос и по покана на гръцкия консул в Солун Ламброс Коромилас влиза в гръцкия комитет в града и заминава за Преспа, където изпълнява мисии, но скоро е повикан заедно с брат си от Каравангелис, за да помогнат в борбата срещу Британския фонд за взаимопомощ в Македония, начело на който е журналистът Хенри Ноел Брайлсфорд, подпомаган от английския консул в Солун. Причината е, че Британският фонд за взаимопощ в Македония иска от Хилми паша лиценз за отваряне на болница, защото има опасност от епидемия на коремен тиф, но по данни на Каравангелис фондът иска да отвори болница, за да подпомага български революционери от ВМОРО. Българската организация обявява цена за главата на Лазарос.
Лазос Цамис участва в битки на гръцката пропаганда в Македония срещу чети на ВМОРО. В средата на септември 1904 година заедно с четата на Евтимиос Каудис Лазос участва в битка срещу обединената чета на войводата на ВМОРО Атанас Кършаков и Митре Влаха в Желево. Цамис е ранен и заминава за Писодер на лечение. На 19 октомври 1904 година, малко след като новината за смъртта на Павлос Мелас се разпространява, Цамис набързо заминава за село Желево, където се среща с оцелелите от четата на Мелас и получава от Лакис Пирзас всички поверителни документи, които е донесъл със себе си Мелас и които могат да изложат гръцкото правителство. След това чрез Лазос те са предадени на гръцкото консулство. Брат му, Ставрос Цамис, тайно погребва главата на Павлос Мелас в църквата „Света Параскева“ в Писодер.
Лазарос участва в Балканската война, в организирането на Автономна република Северен Епир и в Първата световна война.
Цамис се жени за Александра Перци, с която имат 6 деца. Лазарос Цамис умира на 22 ноември 1933 година в Писодер. Носител е на медали за участието си в гръцката пропаганда в Македония, борбата в Северен Епир и Първата световна война. На Лазарос Цамис са кръстени улици в Солун и в дем Пилеа-Хортач.